# Bolitaeninae
Bolitaeninae zijn een onderfamilie van inktvissen uit de orde der Octopoda. 

## Kenmerken
Ze kunnen een mantellengte van 8,5 centimeter bereiken.

## Verspreiding en leefgebied
Ze komen voor in alle tropische en gematigde oceanen van de wereld, op diepten tot 1450 meter, hoewel jongere exemplaren vaak te vinden zijn op diepten van 170-270 meter of 500-800 meter afhankelijk van hun grootte.

## Voortplanting
De paring gebeurt op 1000 meter diepte waar het vrouwtje het mannetje lokt door licht uit te zenden met haar fotofoor. Het wijfje stijgt dan tot 800 meter waar ze haar broedsel met haar tentakels dicht tegen haar mond houdt. Na enkele maanden niet te hebben gegeten komen de eitjes uit.

## Taxonomie
De volgende taxa zijn bij de onderfamilie ingedeeld:
- Geslacht Bolitaena Steenstrup, 1859
- Geslacht Japetella Hoyle, 1885

### Taxon inquirendum
- Geslacht Dorsopsis Thore, 1949

### Synoniemen
- Geslacht Eledonella A. E. Verrill, 1884 => Bolitaena Steenstrup, 1859